# Leucauge papuana
Leucauge papuana este o specie de păianjeni din genul Leucauge, familia Tetragnathidae, descrisă de Kulczynski, 1911. Conform Catalogue of Life specia Leucauge papuana nu are subspecii cunoscute.